# Nazi Punks Fuck Off!
Nazi Punks Fuck Off — пятый сингл американской панк-рок-группы The Dead Kennedys. Записан он был в 1981 году на лейбле Alternative Tentacles. Обе песни сингла продолжительностью примерно в три минуты. Обложка сингла выражала ассоциацию между группой и антирасистскими панками в целом.
Некоторые версии сингла также включали в себя бонус — браслет с перечёркнутой свастикой. Выпущен был в виде грампластинки.
Обе песни сингла были взяты из EP этой же группы In God We Trust, Inc..

## Предыстория сингла
В 70-х годах некоторые панки начали увлекаться неонацизмом и нацистской символикой. Происходило это преимущественно на Диком Западе. Сингл был направлен против подобных вещей.

## Кавер-версия Napalm Death
В 1993 году группа Napalm Death создала кавер-версию сингла, а также добавила туда песни из своего предыдущего LP-альбома Utopia Banished, «Aryanisms» и переработанную «Contemptuous» . EP получил одноимённое название. Мини-альбом был направлен в поддержку антифашистских организаций. Продолжительность EP составила около 11 минут.
Продажи EP превысили 10 тысяч экземпляров, и в результате выпуск альбома привёл к беспорядкам, которые устроили неонацисты на нескольких концертах группы.